# Зоология
Зоологията е наука за животните. Тя изучава формата и устройството на животните, процесите, които се извършват в тях, взаимоотношенията им с околната среда, индивидуалното им и историческо развитие.

## История

### България
Зоологиято се обособява на Балканския полуостров като природонаучно направление за първи път в България. Това е така, защото за неин княз, а по-късно – цар е поставен любителят-зоолог Фердинанд I. Той има забележителни познания по зоология и особено – по ентомология и орнитология. Член е на Германското орнитологично дружество, а синът му – Цар Борис III – член на Британското орнитологично дружество. Още от последното десетилетие и до днес, зоологията на Балканите неизменно е най-силно развита в България, за което огромна роля изиграва Естествено-историческият музей на Н. В. Царят на всички българи – днешният Национален природонаучен музей при Българска академия на науките. Всъщност именно този музей поставя началото и на цялата съвременна БАН с нейните основни институти – зоологически, ботанически и геологически. Институтът по зоология и Институтът по ботаника са закрити през 2010 и престават да съществуват. 

## Предмет и методи
Общ метод на научното изследване е диалектическият метод. При приложението на този метод в зоологическите изследвания се излиза от следните основни положения: животните и заобикалящата ги среда са в единство и във взаимодействие; отделните части на животинските организми и процесите, които с е извършват в тях, са също така във взаимодействие и взаимно се обуславят. Тези взаимодействия между частите и между процесите в организмите, между организмите и заобикалящата ги среда водят към изменение на животинските организми – към развитие.
Зоологията използва и три основни частни метода: описание, експеримент и сравнение.
Описателният метод се състои в описване устройството на животните и функциите, които се извършват в тях при естествени условия. Същността на този метод е наблюдението. Той е единственият метод, използван в първите етапи от развитието на зоологията. Този метод се прилага все още нашироко, независимо от увлечението към експерименталния метод. Новооткрито животно се описва. Установена нова, непозната функция, също се описва. Някога описанията са правени въз основа на наблюдения с невъоръжено око. Днес много наблюдения се правят със специални апарати, благодарение на което наблюдението е по-пълно.
При експеримента човек се намесва в естествените прояви на животните. Животните се изучават в изменени, изкуствени условия. По този начин се отива по-дълбоко в разкриването на причинните връзки в цялото. При експеримента се използват много повече апарати и прибори.
Чрез наблюдението и експеримента се изучават отделните съставни части на животните, отделните процеси в тях и отделните страни на жизнените им прояви. Така се анализира сложният комплекс от причинни зависимости, които определят дадени структури, физиологични прояви и жизнени явления. След анализа чрез наблюдението и експеримента следва синтезът. Третият частен метод, сравнението, е именно такъв синтез. При сравнението се съпоставят отделни животни или групи животни, съпоставят се функциите им и от това съпоставяне се извличат закономерности. Чрез сравнението се установяват сходството и различията между животните.

## Научни дисциплини
Зоологията изучава животните всестранно. При дадени изучавания се прилагат или преобладават различни частни методи. Във връзка с това и в зависимост от стопанското развитие постепенно са се оформили отделните зоологически дисциплини.
Най-старият дял от зоологията е систематиката. Тя класифицира животните въз основа на техните родствени връзки. Систематиката е основна дисциплина, поради това че животните, които се изучават, трябва да се разграничават.
Много отдавна се обособява и морфологията – наука за формите и устройството на животните. Анатомията изучава вътрешния строеж на организмите. От нея са се отделили хистологията и цитологията, които съответно изучават тъканите и клетките на животинското тяло.
Ембриологията изучава развитието на животните от яйце до възрастна форма. Сравнителната ембриология се занимава с общите закономерности на индивидуалното развитие на животните.
Физиологията е наука за жизнените процеси на животните. Напоследък се оформи дисциплина, наречена „Сравнителна физиология“. Тя изучава еволюцията на функциите на животните.
Екологията е наука за взаимоотношенията на животните и заобикалящата ги среда.
Зоогеографията е наука за географското разпространение на животните.
Палеонтологията изучава животните, живели на земята през миналите геологични времена.
Орнитологията е наука за птиците, ихтиологията – за кръглоустите и рибите, батрахологията – за земноводните, херпетологията – за влечугите, териологията – за бозайниците, ентомологията – за насекомите и др.
Филогенията е наука за родствените отношения между различните групи животни и тяхното историческо развитие. Филогенията е изградена върху сравнителната анатомия, сравнителната ембриология и палеозоологията.
Практиката е основен критерий за всички постижения на зоологията, както изобщо и за всички научни постижения. Различните клонове от стопанската дейност на човека са наложили оформяването на редица приложни зооложки дисциплини, които се занимават непосредствено с разрешаване на практически задачи. Такива дисциплини са: рибарство, пчеларство и бубарство. Приложни зооложки дисциплини са още: животновъдството, ветеринарната и хуманната медицина. Последните три дисциплини обаче са се обособили в напълно самостоятелни.
Големите различия в устройството и начина на живот на отделните групи животни налагат диференциране на зоологията и по групи. Такива ясно оформени дисциплини са: протозоологията – наука за първаците, хелминтологията – наука за паразитните червеи, ентомологията – наука за насекомите, ихтиологията – наука за рибите, орнитологията – за птиците и т.н. Жизнените интереси на човека налагат по-рано или по-късно всестранното изучаване на тези групи животни и това довежда до оформяване на споменатите самостоятелни дисциплини.

## Задачи
Пред зоологията стоят важни задачи за разрешаване. Проучва се фауната на дадено място, изменението на нейните групировки във връзка с изменението на външните условия. Тези изучавания дават възможност да се предизвикат промени в определено желано направление от човека и да се регулира съставът на фауната на дадено място.
Изучават се задълбочено устройството, развитието и начинът на живот, както и количествените колебания на главните вредни и полезни животни, изучават се закономерностите в измененията, в устройството и биологията на тези животни, за да може да се ограничи масовото появяване и разпространение на вредните животни и да се създаде необходимата основа за рационална борба с тях.
Основна задача на зоологията е съзнателното управление на наследствеността на животните, на първо място на селскостопанските. Това се постига чрез унаследяване на придобитите белези, получени по желанието на човека.
Зоологията като учебна дисциплина допринася за формирането на диалектико-материалистически мироглед у учащите се. Затова животните трябва да се изучават неразделно от средата, в която живеят. Учащите се трябва да разберат, че за различните животни са необходими различни условия и че едни и същи животни през развитието си се нуждаят от различни условия. Животните, техните процеси и връзките им със средата трябва да се разглеждат като резултат на дълго историческо развитие във връзка с изменящите се жизнени условия на земята.